# Дом № 23 по Денисовскому переулку
Дом 23 по Денисовскому переулку — историческое здание в Москве, построенное в XVII—XIX веках. Объект культурного наследия федерального значения. Расположен в Денисовском переулке, дом 23, строение 1.

## История
Палаты, находящиеся в основе дома, построены в XVII — начале XVIII века. В 1777 году, когда домом владел И. И. Бутасов, к дому пристроены «палата и кухня» по линии переулка. Первоначально парадный двор был с восточной стороны от дома, а усадебный сад — к западу. При перестройке дома в конце XVIII века, напротив, главным фасадом был сделан западный, находившийся тогда в перспективе Денисовского переулка. В 1831 году со стороны двора по переулку пристроен новый подъезд, а в конце XIX века он был переделан и слился с домом.

## Архитектура
Подклетный этаж сохранил планировку и своды исходных палат. Западный фасад дома оформлен в стиле зрелого классицизма: он имеет по центру пилястровый портик, во фронтоне портика размещён лепной герб с пальмовыми ветвями. Фасад обрамляют боковые ризалиты, каждый из которых имеет тройное окно (боковые окна в них ложные). Уличный (южный) фасад оформлен скромнее, из декора на нём присутствуют сандрики, возможно, относящиеся к переделке конца XIX века. Оформление дворового фасада не сохранилось.